# Phomopsis mangiferae
Phomopsis mangiferae är en svampart som beskrevs av S. Ahmad 1954. Phomopsis mangiferae ingår i släktet Phomopsis och familjen Diaporthaceae.   Inga underarter finns listade i Catalogue of Life.